# Vipāka
Vipāka (Sánscrito y Pāli) es un término Budista que se refiere a la maduración del karma (kamma) o acciones intencionales. La teoría de la acción kármica y su resultado (kamma-vipāka) es una creencia central dentro de la tradición Budista.

## Definición
Vipāka o fruto, es el resultado de nuestras acciones que nos otorga una experiencia que promueve nuevamente una predisposición (karma). Se puede traducir como resultado de una acción, es decir, el efecto o fruición (karmavipāka) que sigue al karma.

## Ley Karma / Vipāka
La ley del Karma / Vipāka explica por qué a menudo se define al Budismo como la doctrina del aquí y ahora, en este momento, posiblemente éste sea único ámbito donde el hombre pueda influir. En el Karma / Vipāka incluso si una persona es un buen Budista podría estar expuesto a accidentes y emergencias, provocados por el pasado y sus efectos actuales (vipaka). Para evitar su reaparición en el futuro (Karma), el budista tiene que decidir la forma en la que tiene que prepararse para ello, cultivándose espiritualmente de manera adecuada.